# Milithronycteris
Milithronycteris es un  subgénero de murciélago de la familia de los vespertiliónidos. 

## Especies
Se conocen las siguientes especies:
- Hesperoptenus blanfordi
- Hesperoptenus gaskelli
- Hesperoptenus tickelli
- Hesperoptenus tomesi